# Hoxie, Kansas
Hoxie là một thành phố thuộc quận Sheridan, tiểu bang Kansas, Hoa Kỳ. Năm 2010, dân số của xã này là 1201 người.

## Dân số
Dân số các năm:
- Năm 2000: 1244 người
- Năm 2010: 1201 người